# آقي (فرنسا)
آقي
نطق فرنسي: [aʒi]  ( أنصت)
) هي بلدية في ال كالفادوس القسم في ال نورماندي المنطقة من الشمال الغربي فرنسا.

## موقعها الجغرافي
تقع آقي في 4 كم في جنوب غرب بايو و 7 على بعد كم شمال شرق باليروي. في الطريق السريع D572 من بايو إلى سان لو وتمرعبر الأطراف الشرقية للبلدية. إذ بالإمكان الوصول إلى باقي البلدية على D207 من بلدية كامبقني في الشمال الغربي ومروراً بالقرية ثم الاستمرار في الجنوب الشرقي للدخول إلى الطريق السريع D572A الموازي لـ D572. وتوجد ثلاث قرى صغيرة غير القرية: لا كميون وليس مالكاديتس وابريقني على طول الطريق D207. واما مما تبقى من البلدية، فهي تعتبر من الأراضي الزراعية بالكامل.

ويتم وضع علامة على الحدود الشمالية الشرقية للبلدية من قبل طائرة بدون طيار النهر مع الحدود الجنوبية التي تميزت بونتش. في الغرب هو فيكاليت حيث يتدفق التيار شمالا والتي تشكل يشكل الحدود الغربية جزئيا.

## الأسماء الجغرافية
ويشهد تسمية المدينة في شكله اللاتينية أجيوم في وقت مبكر من القرن 9. والتي تبدو أنه يعتمد على اللقب اللاتيني أجيوس، وتليها لغة القاوليش. وما إذا كانت هذه النظرية صحيحة، فإن ذلك يعني أن آجي كانت ذات يوم أراضي رجل يدعى أجيوس.

## تاريخها
و تم إرفاق أبرشية آجي ببلدية سوبلز في عام 1834 وتم لاحقا عرض كنيسة آجي للبيع بهدف الهدم. ومع ذلك، ففي 25 أغسطس من عام 1834 عارض السكان المحضرين القرار وجاءوا للاستيلاء على المبنى مع المشترين. وفي خضام مواجهة المقاومة، استدعت الشرطة المدعي العام ألكسندر دوسنيل-دوبوسك لكن كان السكان مسلحين بالمضارب، واستمروا في معارضة تدمير الكنيسة والمقبرة المصاحبة معها. وفي فترة ما بعد الظهر وصل دعم من الحرس الوطني من بايو لدعم الشرطة مع ثلاثمائة رجل مما كان كافيا لإنهاء أعمال الشغب. وحكمت المحكمة الإصلاحية في بايو على ثلاثة من المتظاهرين. ثم لاحقا تم هدم الكنيسة خلال الأيام التالية. واحتفل شعب سوبلز بهذا الحدث الذي خلق التنافس بين المدينتين. وأقام أحد سكان سوبلز الديك من برج كنيسة آجي في منزله. ثم انضم شعب آجي إلى الكنيسة الكاثوليكية الفرنسية للأب شيمتيل كونوا اشتراكا والذي أدى إلى بناء كنيسة جديدة وتنصيب كاهن كان تلميذا سابقا للأب شاتيل. وبهذه الطريقة، نال الشعب انتقامهم.

## تولي المسائل الإدارية
قائمة رؤساء البلديات المتعاقبين لأجي 
| من عند | ل    | اسم             | حزب، حفلة | موقع                      |
| ------ | ---- | --------------- | --------- | ------------------------- |
| -      | 2001 | فرانسيس بلونديل |           |                           |
| 2001   | 2014 | كلود تيلارد     | الهند     | أستاذ الهندسة الميكانيكية |
| 2014   | 2020 | إيفيت جين       | الهند     | مدير متقاعد               |
| 2020   | 2026 | كريستوف بويتفين |           |                           |

## المواقع والمعالم الأثرية
- قلعة من القرن ال18 وقصر مترف من القرن ال16 والذي قد ينتمي إلى نفس العائلة منذ عام 1805، وقد تناقله عبر الأجيال من النساء (التنين دي غومي أوشكورت / إيسوارد دي تششمنيريل / بو أوشميز من هارامبوري. تحية لهذه العائلة على نوافذ كنيسة الكومونة
- كنيسة القديس فيجور، والتي شيدت في القرن ال 19.
- فيلا آجي (القرن 19). قام بلزاك أثناء إقامته في بايو بزيارة المالكة، السيدة هوتفيل الذي وصفها بأنها «مليء بالروح مثل المرأة الباريسية الأكثر روحانية».

## تفقد أيضا
- كوميونات مقاطعة كالفادوس

## روابط خارجية
- Agy على موقع IGN القديم باللغة الفرنسية
- Agy on Géoportail ، موقع المعهد الجغرافي الوطني (IGN) باللغة الفرنسية
- Agy على خريطة كاسيني عام 1750